# Sandie Toletti
Sandie Toletti, née le 13 juillet 1995 à Bagnols-sur-Cèze dans le Gard, est une footballeuse internationale française évoluant au poste de milieu de terrain au Real Madrid en Primera División.

## Biographie

### Jeunesse
Son père est entraîneur au SC Cavillargues et sa mère secrétaire du club, ses frères sont footballeurs. Aussi, évoluant dans cet environnement familial, Sandie Toletti a commencé très jeune à jouer au football. Dès six ans, elle commence les entraînements au SC Cavillargues, avant de rejoindre à 11 ans le FC Bagnols-Pont. Elle évolue alors quatre saisons avec les garçons. 
En 2010, elle est admise au centre de formation du Montpellier Hérault SC. La semaine, elle évolue au Pôle espoir de Clairefontaine et le week-end elle joue avec l'équipe U19 du club. Avec cette équipe, elle remporte le Challenge National Féminin U19 dès la première année. En 2012, elle participe pour la deuxième fois à la finale du Challenge national qu'elle remporte une nouvelle fois.

### Carrière en club
En mars 2013, elle joue son premier match avec l'équipe première en entrant en jeu lors du huitième de finale de Coupe de France face à Rodez. En juin, elle signe son premier contrat professionnel avec le MHSC d'une durée de quatre ans. Elle joue son premier match de D1 féminine contre Rodez lors de la deuxième journée du championnat. S'étant imposé durablement dans le onze montpelliérain, elle prolonge en avril 2014 son contrat d'un an, soit jusqu'en juin 2018. En 2015 et 2016, elle joue les finales de Coupe de France perdues contre l'Olympique lyonnais. En mai 2017, alors que Montpellier finit à la seconde place de D1, elle resigne jusqu'en juin 2020. Elle participe ainsi la saison suivante à la Ligue des champions pour la première fois. Le 27 mai 2020, après 10 ans passés dans son club formateur, elle annonce son départ du Montpellier HSC.
Toletti rejoint alors l'Espagne et le club de Levante UD. Elle s'impose rapidement dans l'équipe et participe à la Supercoupe d'Espagne 2021, échouant en finale face à l'Atlético de Madrid.

### Carrière internationale
De 2010 à 2012, Sandie Toletti dispute 34 matchs (pour onze buts) avec l'équipe de France U17, dont les finales du championnat d'Europe des moins de 17 ans 2011 et 2012, perdues successivement face à l'Espagne et l'Allemagne. Lors sa deuxième participation, elle est élue meilleure joueuse du tournoi ("Golden Player"). En 2012, capitaine de la sélection, elle remporte la Coupe du monde des moins de 17 ans, en Azerbaïdjan.
En 2013, avec l'équipe de France U19, elle remporte la finale du championnat d'Europe, marquant le premier but de la rencontre en prolongation. Elle est de nouveau désignée comme Golden Player, l'UEFA soulignant ses qualités de meneuse de jeu. Elle participe également à la Coupe du monde U20 2014 au Canada, la France finissant à la troisième place.
En octobre 2013, elle est appelée pour la première fois en équipe de France A par Philippe Bergeroo à seulement 18 ans. Elle profite alors d'une première sélection en jouant quelques minutes face à la Pologne (6-0) lors d'un match amical. Elle est de nouveau appelée lors des éliminatoires de la Coupe du monde en novembre. Non sélectionnée pour la Cyprius Cup en mars 2014, elle évolue avec les U19 au tournoi de La Manga. Réserviste lors des JO 2016, elle est appelée par Olivier Echouafni, successeur de Bergeroo, pour faire partie du groupe du Championnat d'Europe 2017.
Trois ans et demi après sa dernière sélection, notamment à cause de blessures, elle est de nouveau rappelée en équipe de France par Corinne Diacre en février 2021 à l'occasion d'une double confrontation amicale contre la Suisse. Elle inscrit son premier but en équipe de France A face à l'Estonie, le 22 octobre 2021, lors d'un match des éliminatoires de la Coupe du monde 2023. 
Elle fait partie des 23 joueuses sélectionnées pour le championnat d'Europe 2022 en Angleterre.
Le 31 octobre 2023, contre la Norvège, elle honore sa 50e cape internationale.
Le 5 juin 2025, elle figure dans la liste des 23 joueuses retenues par Laurent Bonadei pour disputer le Championnat d'Europe en Suisse.

## Palmarès

### En club
Montpellier HSC
- Vice-championne de France en 2017
- Finaliste de la Coupe de France en 2015 et 2016

 Levante UD
- Finaliste de la Supercoupe d'Espagne en 2021

 Montpellier HSC U19
- Vainqueur du Challenge National Féminin U19 en 2011 et 2012

### International
France
- Vainqueur de la SheBelieves Cup en 2017

 France -17 ans
- Vainqueur de la Coupe du monde U17 en 2012
- Finaliste de l'Euro U17 en 2011 et 2012

 France -19 ans
- Vainqueur de l'Euro U19 en 2013

 France -20 ans
- Troisième de la Coupe du monde U20 en 2014

## Statistiques

### En club
| Saison                | Club                  | Championnat           | Championnat | Championnat | Coupe(s) nationale(s) | Coupe(s) nationale(s) | Supercoupe | Supercoupe | Compétition(s) continentale(s) | Compétition(s) continentale(s) | Compétition(s) continentale(s) | Total | Total |
| Saison                | Club                  | Division              | M.          | B.          | M.                    | B.                    | M.         | B.         | Comp.                          | M.                             | B.                             | M.    | B.    |
| 2012-2013             | Montpellier HSC       | Division 1            | 0           | 0           | 1                     | 0                     | -          | -          | -                              | -                              | -                              | 1     | 0     |
| 2013-2014             | Montpellier HSC       | Division 1            | 22          | 1           | 3+                    | 1                     | -          | -          | -                              | -                              | -                              | 25    | 2     |
| 2014-2015             | Montpellier HSC       | Division 1            | 20          | 3           | 5                     | 0                     | -          | -          | -                              | -                              | -                              | 25    | 3     |
| 2015-2016             | Montpellier HSC       | Division 1            | 18          | 0           | 3                     | 1                     | -          | -          | -                              | -                              | -                              | 21    | 1     |
| 2016-2017             | Montpellier HSC       | Division 1            | 20          | 4           | 2                     | 0                     | -          | -          | -                              | -                              | -                              | 22    | 4     |
| 2017-2018             | Montpellier HSC       | Division 1            | 15          | 3           | 3                     | 0                     | -          | -          | C1                             | 6                              | 1                              | 24    | 4     |
| 2018-2019             | Montpellier HSC       | Division 1            | 17          | 2           | 1                     | 0                     | -          | -          | -                              | -                              | -                              | 18    | 2     |
| 2019-2020             | Montpellier HSC       | Division 1            | 15          | 1           | 3                     | 1                     | -          | -          | -                              | -                              | -                              | 18    | 2     |
| Sous-total            | Sous-total            | Sous-total            | 127         | 14          | 21                    | 3                     | -          | -          | -                              | 6                              | 1                              | 154   | 18    |
| 2020-2021             | Levante UD            | Primera División      | 17          | 3           | -                     | -                     | 2          | 0          | -                              | -                              | -                              | 19    | 3     |
| Sous-total            | Sous-total            | Sous-total            | 17          | 3           | -                     | -                     | 2          | 0          | -                              | -                              | -                              | 19    | 3     |
| Total sur la carrière | Total sur la carrière | Total sur la carrière | 144         | 17          | 21                    | 3                     | 2          | 0          | -                              | 6                              | 1                              | 173   | 21    |

### En sélection
Mis à jour le 14 avril 2024
| Sélection | Année | Caps | Buts |
| --------- | ----- | ---- | ---- |
| France    | 2013  | 2    | 0    |
| France    | 2014  | 1    | 0    |
| France    | 2015  | 1    | 0    |
| France    | 2016  | 4    | 0    |
| France    | 2017  | 5    | 0    |
| France    | 2021  | 9    | 1    |
| France    | 2022  | 14   | 1    |
| France    | 2023  | 14   | 1    |
| France    | 2024  | 3    | 0    |
| Total     | Total | 53   | 3    |